# Jonas Martin
Jonas Martin (Besanzón, 9 de abril de 1990) es un futbolista francés que juega de centrocampista y se encuentra sin equipo tras abandonar el Stade Brestois 29.

## Estadísticas
| Club                       | Liga    | Año     | Partidos |
| -------------------------- | ------- | ------- | -------- |
| Montpellier H. S. C.       | Ligue 1 | 2010/11 | 5        |
| Amiens S. C.               | Ligue 2 | 2011/12 | 23       |
| Montpellier H. S. C.       | Ligue 1 | 2012/13 | 16       |
| Montpellier H. S. C.       | Ligue 1 | 2013/14 | 20       |
| Montpellier H. S. C.       | Ligue 1 | 2014/15 | 30       |
| Montpellier H. S. C.       | Ligue 1 | 2015/16 | 36       |
| Real Betis Balompié        | La Liga | 2016/17 | 20       |
| Racing Club de Estrasburgo | Ligue 1 | 2017/18 | 21       |

## Palmarés

### Campeonatos nacionales
| Título                     | Club              | País    | Año  |
| -------------------------- | ----------------- | ------- | ---- |
| Copa de la Liga de Francia | R. C. Estrasburgo | Francia | 2019 |